# کیتسک
کیتسک (به ارمنی: Կիցք) یک منطقهٔ مسکونی سابق در ارمنستان است که در گغی واقع شده‌است.  در  کیلومتری جنوب کاپان، مرکز استان سیونیک واقع شده است.

## خصوصیات
کیتسک خالی از سکنه است..